# Saint-Apollinaire, Hautes-Alpes
Saint-Apollinaire är en kommun i departementet Hautes-Alpes i regionen Provence-Alpes-Côte d'Azur i sydöstra Frankrike. Kommunen ligger  i kantonen Savines-le-Lac som ligger i arrondissementet Gap. År 2022 hade Saint-Apollinaire 204 invånare.

## Befolkningsutveckling
Antalet invånare i kommunen Saint-Apollinaire
Referens:INSEE

## Galleri

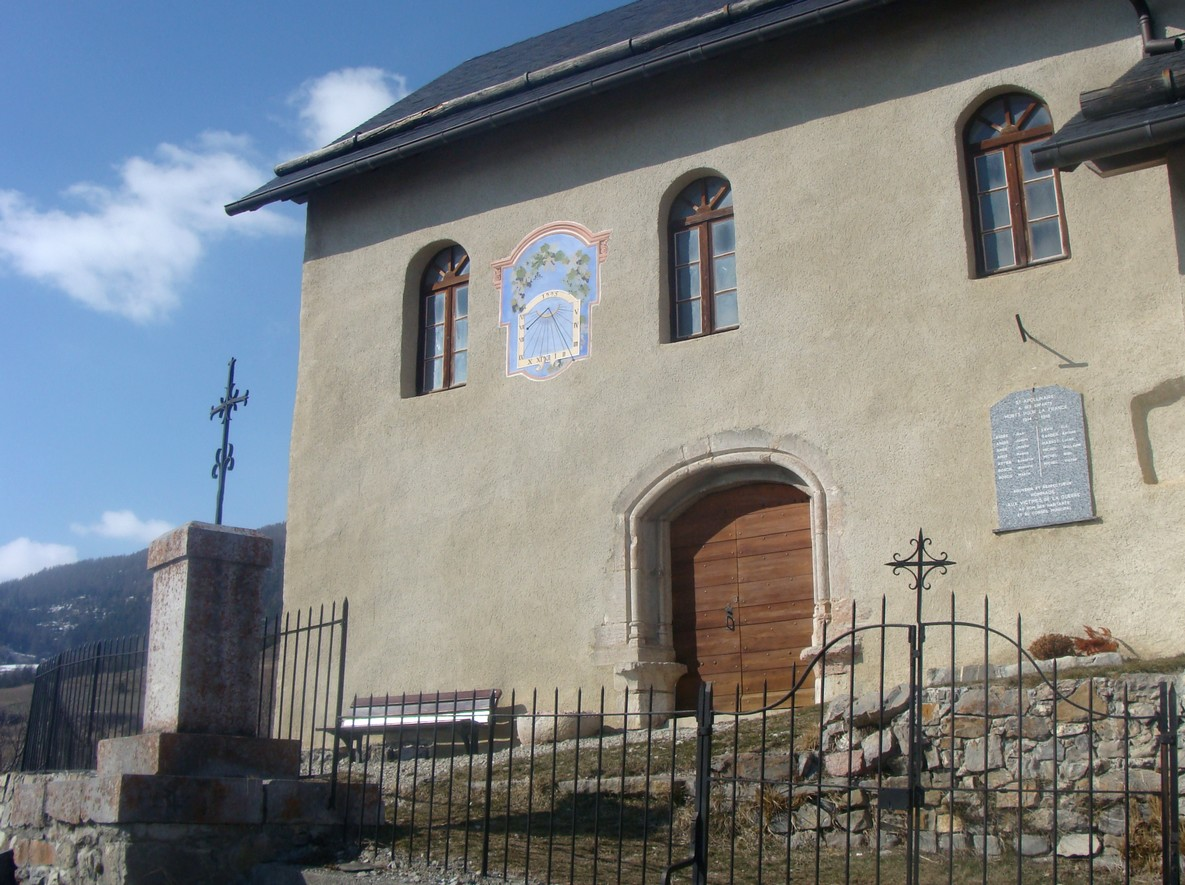
Kyrkan
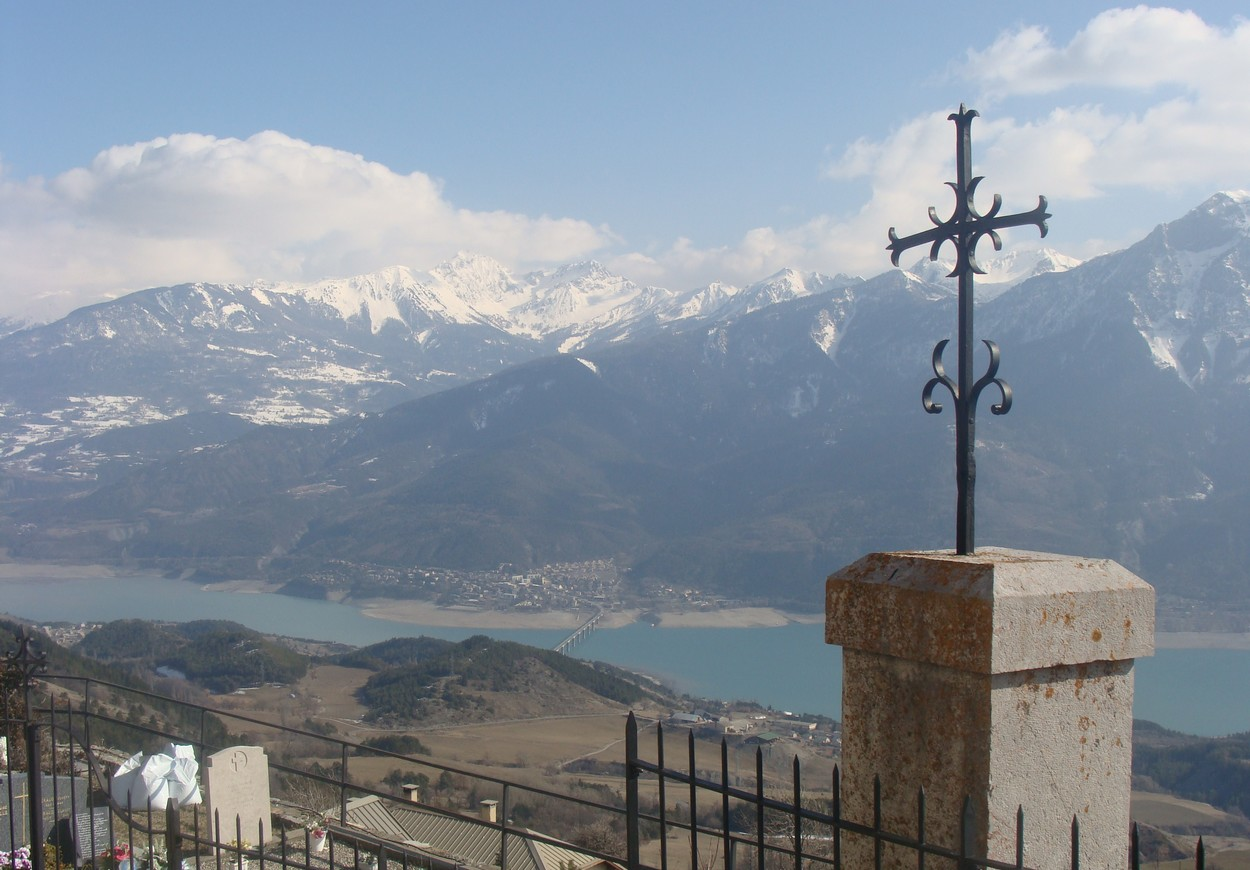
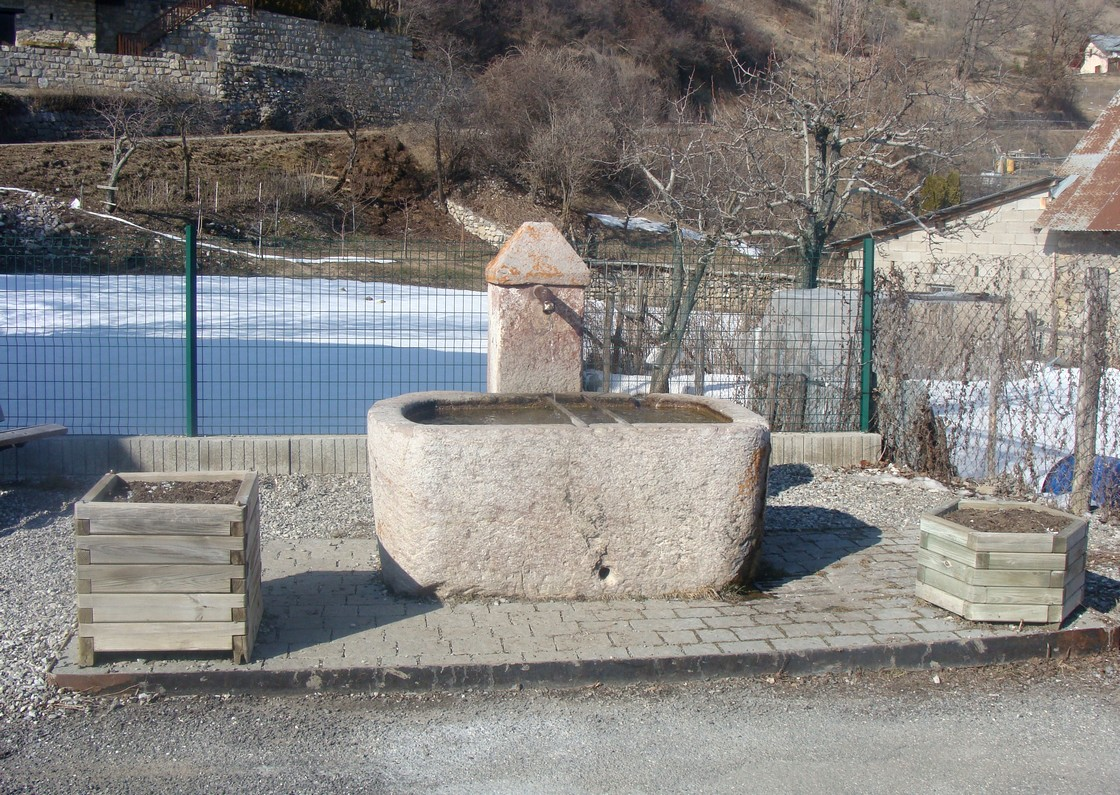